# Schlankboas
Die Schlankboas (Epicrates) sind eine Gattung aus der Familie der Boas (Boidae). Sie umfasst fünf Arten, die von Mittelamerika bis ins nördliche Argentinien verbreitet sind.

## Merkmale
Eine Reihe von Merkmalen unterscheidet sie von allen anderen Riesenschlangen. An der Oberseite des Kopfes sitzen vorn verhältnismäßig große Schilde, darunter ein Paar Prefrontalia und ein Paar Internasalia. Die Nasenöffnung ist von drei Nasalschilden umgeben, deren oberstes Paar sich hinter dem Rostralschild berührt. Der hintere Teil des Kopfes weist meist ein oder zwei Frontalschilde und ein bis drei Supraocularschilde auf und ist ansonsten von kleinen, unregelmäßigen Schuppen bedeckt. Meist sind keine Wärmesinnesgruben vorhanden. Der Rumpf weist in der Mitte 20 bis 69 Schuppenreihen auf. Die Subcaudalschilde und der Analschild sind ungeteilt. Alle Schuppen sind glatt. Die vorderen Zähne an Ober- und Unterkiefer sind deutlich größer als die hinteren.

## Lebensweise
Schlankboas sind vorwiegend nachtaktiv, können aber häufig tagsüber beim Sonnenbaden beobachtet werden. Als Beutetiere dienen kleine Säugetiere, Vögel und Reptilien, die erwürgt und mit dem Kopf voran verschlungen werden. Die Paarung findet meist zwischen Februar und Mai statt, die 8 bis 30 Jungen werden von August bis Oktober lebend geboren. Die meisten Arten pflanzen sich jedes zweite Jahr fort und können ein Alter von über zehn Jahren erreichen.

## Arten
Es sind 5 Schlankboa-Arten bekannt (Stand: Dezember 2022):
- Argentinische Regenbogenboa (Epicrates alvarezi Abalos, Baez & [[R. Nader|Nader]], 1964)
- Gestreifte Regenbogenboa (Epicrates assisi Machado, 1945)
- Rote Regenbogenboa (Epicrates cenchria (Linnaeus, 1758))
- Paraguay-Regenbogenboa (Epicrates crassus Cope, 1862)
- Braune Regenbogenboa (Epicrates maurus Gray, 1849)